# Grzegorz Krychowiak
Grzegorz Krychowiak (sinh 29 tháng 1 năm 1990) là một cầu thủ bóng đá chuyên nghiệp người Ba Lan hiện đang chơi tại Ả Rập Xê Út cho câu lạc bộ Abha ở vị trí tiền vệ phòng ngự.

## Sự nghiệp CLB

### Tại Pháp
Trên 26 tháng 11 năm 2009, Krychowiak gia nhập Stade de Reims theo dạng cho mượn đến hết mùa giải. Anh nhanh chóng trở thành trụ cột được ra sân thường xuyên trong các trận đấu và ghi hai bàn thắng để giúp CLB vô địch Ligue 2.
Mặc dù Krychowiak thường chơi ở vị trí tiền vệ phòng ngự, nhưng anh cũng hay xuất hiện trong vai trò một Hậu vệ. Vào ngày 17 tháng 11 năm 2011, anh gia nhập FC Nantes cho mượn cho đến cuối mùa giải.
Vào tháng 6 năm 2012, Krychowiak đã ký một hợp đồng 3 năm với Stade de Reims, khi đội bóng được thăng hạng lên Ligue 1.

### Sevilla
Vào tháng 7 năm 2014, Krychowiak gia nhập La Liga thi đấu cho Sevilla với phí chuyển nhượng 4,5 triệu euro để chơi với vai trò một tiền vệ phòng ngự. Anh đã có trận đấu ra mắt vào ngày 12 tháng 8 tại Siêu cúp châu Âu năm 2014 tại Sân vận động Thiên niên kỷ và chơi 90 phút đầy đủ trong thất bại 0-2 trước Real Madrid.
Vào ngày 27 tháng 5 năm 2015, Krychowiak chơi cho Sevilla trong trận chung kết UEFA Europa League năm 2015 tại Sân vận động Quốc gia Ba Lan ở Warsaw. Anh ghi bàn thắng gỡ hòa của đội ở phút thứ 28 của trận thắng 3-2 trước Dnipro, trở thành cầu thủ thứ năm của Ba Lan giành chức vô địch. Anh là cầu thủ Sevilla duy nhất có tên trong đội hình hay nhất mùa giải ở La Liga.
Vào ngày 11 tháng 8 năm 2015, Krychowiak bắt đầu mùa giải cho Sevilla trong trận thua tại UEFA Super Cup với tỉ số 5-4 trước Barcelona.

### Paris Saint-Germain
Ngày 3 tháng 7 năm 2016, Krychowiak trở lại Pháp, ký hợp đồng 5 năm với nhà vô địch nước Pháp Paris Saint-Germain với mức phí không tiết lộ.

## Sự nghiệp quốc tế
Vào ngày 14 tháng 11 năm 2014, Krychowiak ghi bàn đầu tiên của mình tại quốc tế, là bàn thắng thứ hai của Ba Lan trong chiến thắng 4-0 trước Gruzia. Bàn thắng thứ hai của anh là trong trận đấu vòng loại cuối cùng của Ba Lan với Cộng hòa Ireland, nơi anh mở tỉ số trong chiến thắng 2-1, đưa Ba Lan tham dự Euro 2016. Trong trận ra quân của Ba Lan gặp lại Bắc Ireland, anh được bình chọn là cầu thủ hay nhất của trận đấu. Đây là lần đầu tiên Ba Lan giành chiến thắng tại một giải vô địch châu Âu. Anh ghi bàn thắng cuối cùng trong loạt sút luân lưu đưa Ba Lan giành chiến thắng với tỉ số 5-4 trước Thụy Sĩ ở vòng 1/16.
Tại World Cup 2018, anh chỉ có được một bàn thắng trong trận thua 1-2 trước Sénégal. Chung cuộc Ba Lan rời giải với vị trí cuối bảng H.

### Bàn thắng quốc tế
| #  | Ngày                 | Địa điểm                                      | Đối thủ          | Bàn thắng | Kết quả | Giải đấu                 |
| -- | -------------------- | --------------------------------------------- | ---------------- | --------- | ------- | ------------------------ |
| 1. | 14 tháng 11 năm 2014 | Boris Paichadze Dinamo Arena, Tbilisi, Gruzia | Gruzia           | 2–0       | 4–0     | Vòng loại Euro 2016      |
| 2. | 11 tháng 10 năm 2015 | Sân vận động Quốc gia, Warszawa, Ba Lan       | Cộng hòa Ireland | 1–0       | 2–1     | Vòng loại Euro 2016      |
| 3. | 19 tháng 6 năm 2018  | Otkrytiye Arena, Moscow, Nga                  | Sénégal          | 1–2       | 1–2     | World Cup 2018           |
| 4. | 16 tháng 11 năm 2019 | Sân vận động Teddy, Jerusalem, Israel         | Israel           | 1–0       | 2–1     | Vòng loại Euro 2020      |
| 5. | 8 tháng 9 năm 2021   | Sân vận động Quốc gia, Warszawa, Ba Lan       | Israel           | 1–0       | 2–1     | Vòng loại World Cup 2022 |

## Thống kê sự nghiệp câu lạc bộ
Tính đến ngày 16 tháng 5 năm 2021.
| Câu lạc bộ                  | Mùa giải            | Giải đấu               | Giải đấu | Giải đấu | Cúp quốc gia | Cúp quốc gia | Cúp liên đoàn | Cúp liên đoàn | Châu Âu | Châu Âu | Khác | Khác | Tổng cộng | Tổng cộng |
| Câu lạc bộ                  | Mùa giải            | Hạng                   | Trận     | Bàn      | Trận         | Bàn          | Trận          | Bàn           | Trận    | Bàn     | Trận | Bàn  | Trận      | Bàn       |
| --------------------------- | ------------------- | ---------------------- | -------- | -------- | ------------ | ------------ | ------------- | ------------- | ------- | ------- | ---- | ---- | --------- | --------- |
| Bordeaux                    | 2011–12             | Ligue 1                | 2        | 0        | 0            | 0            | 0             | 0             | —       | —       | —    | —    | 2         | 0         |
| Reims (mượn)                | 2009–10             | National               | 19       | 2        | 0            | 0            | 0             | 0             | —       | —       | —    | —    | 19        | 2         |
| Reims (mượn)                | 2010–11             | Ligue 2                | 35       | 2        | 3            | 0            | 2             | 0             | —       | —       | —    | —    | 40        | 2         |
| Nantes (mượn)               | 2011–12             | Ligue 2                | 21       | 0        | 1            | 0            | 0             | 0             | —       | —       | —    | —    | 22        | 0         |
| Reims                       | 2012–13             | Ligue 1                | 35       | 4        | 0            | 0            | 1             | 0             | —       | —       | —    | —    | 36        | 4         |
| Reims                       | 2013–14             | Ligue 1                | 35       | 4        | 0            | 0            | 1             | 0             | —       | —       | —    | —    | 36        | 4         |
| Reims                       | Tổng cộng Reims     | Tổng cộng Reims        | 124      | 12       | 4            | 0            | 4             | 0             | —       | —       | —    | —    | 132       | 12        |
| Sevilla                     | 2014–15             | La Liga                | 32       | 2        | 2            | 0            | —             | —             | 13      | 2       | 1    | 0    | 48        | 4         |
| Sevilla                     | 2015–16             | La Liga                | 26       | 0        | 3            | 1            | —             | —             | 12      | 0       | 1    | 0    | 42        | 1         |
| Sevilla                     | Tổng cộng Sevilla   | Tổng cộng Sevilla      | 58       | 2        | 5            | 1            | —             | —             | 25      | 2       | 2    | 0    | 90        | 5         |
| Paris Saint-Germain         | 2016–17             | Ligue 1                | 11       | 0        | 1            | 0            | 1             | 0             | 6       | 0       | 0    | 0    | 19        | 0         |
| West Bromwich Albion (mượn) | 2017–18             | Premier League         | 27       | 0        | 3            | 0            | 1             | 0             | —       | —       | —    | —    | 31        | 0         |
| Lokomotiv Moscow            | 2018–19             | Russian Premier League | 27       | 2        | 6            | 0            | —             | —             | 6       | 1       | 0    | 0    | 39        | 3         |
| Lokomotiv Moscow            | 2019–20             | Russian Premier League | 26       | 9        | 0            | 0            | —             | —             | 6       | 1       | 1    | 0    | 33        | 10        |
| Lokomotiv Moscow            | 2020–21             | Russian Premier League | 26       | 9        | 4            | 2            | —             | —             | 4       | 0       | 1    | 0    | 35        | 11        |
| Lokomotiv Moscow            | Tổng cộng           | Tổng cộng              | 79       | 20       | 10           | 2            | —             | —             | 16      | 1       | 2    | 0    | 107       | 23        |
| Tổng cộng sự nghiệp         | Tổng cộng sự nghiệp | Tổng cộng sự nghiệp    | 322      | 34       | 23           | 3            | 6             | 0             | 47      | 3       | 4    | 0    | 402       | 40        |